# Nola subchlamydula
Nola subchlamydula is een nachtvlinder uit de familie van de visstaartjes (Nolidae). 
De soort komt verspreid over Noord-Afrika, Zuid-Europa en Zuidoost-Europa voor. De soort overwintert als pop. Het groot visstaartje heeft als waardplanten echte gamander, salie en Franse lavendel.

## Voorkomen in Nederland en België
Het groot visstaartje komt in Nederland niet voor en is in België zeer zeldzaam. Het is alleen gezien in de provincie Namen, maar daar niet meer waargenomen sinds 1980.